# Conférence générale des Africains
La Conférence générale des Africains (All African Convention) est une convention panafricaine organisée en décembre 1935 à Bloemfontein en Afrique du Sud par les mouvements politiques, syndicaux et religieux de couleurs pour protester contre la législation foncière et électorale du gouvernement Hertzog. Elle rassembla 400 délégués. Structuré par la suite en mouvement fédéral, son comité exécutif resta en fonction jusqu'au années 50 et début des années 60 avant de laisser la place à des mouvements plus radicaux.

## La conférence de décembre 1935
Du 15 au 20 décembre 1935, 400 délégués représentants plusieurs mouvements politiques comme le Congrès national africain (ANC), des syndicats et des mouvements religieux, représentant tous les gens de couleurs, se réunissent dans une salle communautaire de Bloemfontein afin d'adopter une ligne commune contre la politique du gouvernement sud-africain, composé exclusivement de sud-africains blancs. Plus particulièrement, la réforme du Natives Land Act inquiète ainsi que les projets de lois visant à restreindre encore plus le droit de vote des populations de couleurs (franchise électorale du Cap).
Ouverte par le maire (blanc) de Bloemfontein, la conférence est présidée par Davidson Don Tengo Jabavu. Parmi les participants figurent de nombreux dirigeants de l'ANC comme Pixley Ka Isaka Seme (chef de l'ANC), John Dube, Zacharias Richard Mahabane, Alfred Xuma, James Moroka, Thomas Mapikela mais aussi des représentants du Parti communiste d'Afrique du Sud comme J.B. Marks, des représentants de syndicat de l'industrie et des travailleurs du commerce comme Clements Kadalie, des chefs traditionnels, des représentants de mouvements coloureds comme Goolam Gool.
Le lieu de la réunion a été choisi en raison de son importance historique (ville historique afrikaner mais aussi lieu de naissance de l'ANC). La date n'est pas anodine non plus : elle intervient en pleine commémoration de la bataille de Blood River (16 décembre 1838) soldée par la victoire des voortrekkers sur les Zoulous.
Sous la présidence de Jabavu, les délégués rédigent des résolutions globales et dotent la Conférence d'un organe exécutif. Il est convenu que le 19 janvier 1936, jour d'ouverture de la session parlementaire, soit observé par toutes les populations de couleurs de l'Union de l'Afrique du Sud comme un jour d'humiliation universelle et marqué par des rassemblements publics et des prières. Il est en outre demandé audience auprès du premier ministre et du parlement pour que les populations de couleurs soient entendus et qu'un accord mutuel soit trouvé au cours d'une table ronde entre les représentants des groupes raciaux blancs et noirs. La création d'un Conseil des représentants autochtones est également rejeté par les délégués.
La conférence conclue par exiger le réexamen de toutes les lois et réglementations discriminatoires, proclame sa loyauté au Royaume-Uni et à l'Afrique du Sud et en appelle également au Parlement du Royaume-Uni pour intervenir dans les affaires intérieures sud-africaines et améliorer le sort des communautés de couleurs.
Une délégation de la conférence parvint à obtenir audience auprès du premier ministre James Barry Hertzog et de plusieurs responsables gouvernementaux mais pas auprès du parlement. Des concessions mineures sont obtenues sur la rétention du droit de vote pour les résidents noirs de la province du Cap mais en dehors des listes électorales communes
En 1936, la Native Trust and Land Act et la loi sur la représentation des autochtones sont adoptées à une large majorité avec le soutien de Dube qui est désavoué par des pairs tandis que Jabavu regrette l'absence de compromis. En échange de la réorganisation des structures et des surfaces agricoles du pays qui prévoit l’augmentation des territoires dédiés aux populations noires, la nouvelle loi électorale retire celles-ci des listes électorales communes dans la province du Cap et institue à la place une représentation séparée ainsi qu'un Conseil de représentation des autochtones.
Umteteli wa Bantu, un des principaux journaux de la presse autochtone considère dès lors que la Conférence a été inefficace et est un échec cuisant. Selby Msimang, le secrétaire de la conférence, démissionne avec fracas et rejoint l'ANC.

## Organisation et dissensions
En décembre 1936, la Conférence, toujours présidée par Jabavu, se réunit. Dans son compte rendu, elle condamne l'invasion de l'Abyssinie par l'Italie qu'elle considère comme la continuation des politiques impérialistes menées par les nations européennes. L'impérialisme, décrit comme une force maléfique, est condamnée et la résistance pour la contrer est encouragée. Enfin, il est appelé à l’organisation d'une conférence internationale réunissant tous les Africains et les personnes d'ascendance africaine.
En 1937, la Conférence, représentant alors 39 organisations, rédige et adopte ses statuts. Elle prévoit de se réunir tous les 3 ans. Un Comité exécutif est mis en place. Elle reconnaît cependant la loi électorale de 1936 concernant les autochtones. Mais lors de la troisième réunion de la conférence, seulement 130 délégués sont présents, très loin des 400 délégués de 1935. En fait la conférence souffre de stratégies contradictoires et de conflits internes entre ceux partisans du compromis et ceux partisans de l'unité des populations de couleurs. L'ANC elle-même s'éloigne.
En décembre 1943, 72 délégués, y compris les Indiens et les Coloureds, assistent à la réunion de la Conférence. En même temps a lieu la première réunion du Mouvement pour l'unité des non européens (NEUM). Les dirigeants de la Conférence revendique pour celle-ci la qualité de porte-parole officiel de la communauté non européenne. Les délégués de la convention exhortent l'ANC au nom de l'unité à revenir au sein de la Conférence. Toutefois, l'ANC, sous l'influence de sa ligue de jeunesse, se radicalise.
En 1947, les dissensions au sein de la Conférence augmentent. Jabavu regrette la décision de boycotter les élections au conseil des représentants des autochtones ainsi que les élections législatives qui permettent encore d'élire des représentants (blancs) pour la communauté noire au parlement. En 1948, Wycliffe Tsotsi remplace Jabavu comme président de la conférence. Peu de temps après, Jabavu apporte son soutien au premier ministre Jan Smuts pour les élections générales sud-africaines de 1948. Isaac Bangani Tabata, chef du NEUM, signe "Un appel pour l'unité africaine" au côté de Jabavu, d'Alfred Xuma, James Moroka, ZK Matthews. Le projet d'apartheid du nouveau gouvernement de Daniel François Malan est vigoureusement mis en cause, notamment pour ses conséquences sur l'éducation des populations noires, la liberté de circulation, les droits fonciers et résidentiels ainsi que sur les possibilités d'emploi. La solution proposée est d'unifier les principales organisations noires dont l'ANC et la Conférence dans un congrès national des Africains. Toutefois, la tension entre les membres de la Conférence générale des Africains ne faiblit pas et aucun terrain d'entente n'est trouvé avec l'ANC, durant une réunion conjointe entre les 2 formations, sur les questions relatives au fonctionnement de l'organisation. Finalement, la proposition d'appel pour l'unité africaine est rejetée par les membres de la Conférence.

## Effacement
En 1949, une deuxième réunion conjointe entre la Conférence et l'ANC est organisée mais aucune union n'est formalisée. En décembre, James Moroka, nouveau chef de l'ANC, annonce que son parti ne collaborera pas avec la Conférence générale des Africains. La rupture est finalement consommée entre les deux mouvements. Dès lors, la Conférence commence à cesser son rôle pivot d’opposition extra-parlementaire de couleur au gouvernement au profit de l'ANC et du Parti communiste.
La conférence existe formellement jusqu'en 1962 sous les présidences de Wycliffe Tsotsi puis de Nathaniel Honono sans être un acteur notable des manifestations anti-apartheid des années 50.

## Sources
- Chronologie
- What is the All-African Convention?